# Nowa Jasienica
Nowa Jasienica (deutsch Neu Jasenitz) ist ein Dorf in der polnischen Woiwodschaft Westpommern. Das Dorf bildet einen Teil der Gmina Police (Stadt- und Landgemeinde Pölitz) im Powiat Policki (Pölitzer Kreis). Nowa Jasienica liegt etwa 21 Kilometer nördlich von Stettin (Szczecin) und etwa 10 Kilometer nordwestlich von Police (Pölitz).

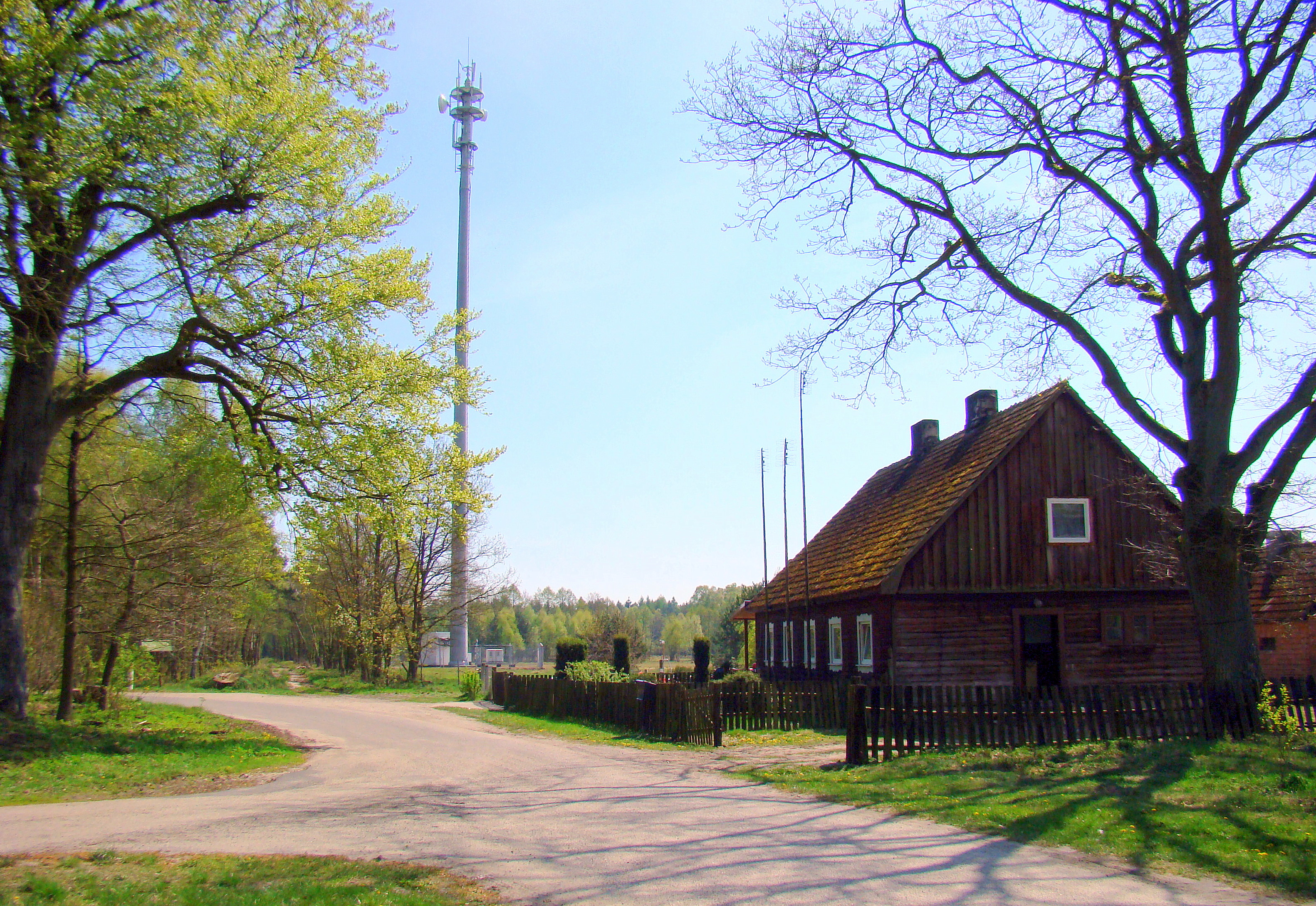
Blick auf den Dorfanger in Nowa Jasienica